# Madeleine Potter
Madeleine Potter est une actrice américaine née le 1er septembre 1958 à Washington .

## Biographie
Fille et petite-fille de diplomates américains, Madeleine Potter est cousine germaine de Pauline de Rothschild, couturière de mode qui a fait carrière dans les années 60. Elle est aussi l'arrière-arrière-petite-fille d'Alonzo Potter et l'arrière-petite-nièce d'Henry Codman Potter, tous deux évêques épiscopaliens.
Madeleine Potter a une fille, Madeleine Daly, qui joua avec elle dans le film La Comtesse Blanche.

## Filmographie
- 1983 : Svengali (TV) : Antonia
- 1984 : Les Bostoniennes (The Bostonians) : Verena Tarrant
- 1987 : La Joyeuse Revenante (Hello Again) : Felicity Glick
- 1988 : The Suicide Club : Nancy
- 1989 : Esclaves de New York (Slaves of New York) : Daria
- 1989 : Bloodhounds of Broadway : Widow Mary
- 1990 : Deux yeux maléfiques (Due occhi diabolici) : Annabel (segment Le Chat noir)
- 1996 : Spellbreaker: Secret of the Leprechauns : Morgan de la Fey / Nula
- 1996 : Harvest of Fire (TV) : Miriam Zook
- 2000 : La Coupe d'or (The Golden Bowl) : Lady Castledean
- 2001 : The Whistle-Blower (TV) : Caroline Dupress
- 2002 : Refuge : Sylvia Oakes
- 2002 : Muffin : Carole
- 2004 : Sur la piste de mon mari (Caught in the Act) (TV) : Alice Harrison
- 2005 : Rencontre au sommet (The Girl in the Café) (TV) : Secretary of the Treasury
- 1995 : The White Countess : Grushenka

## Théâtre

### Londres
- Southwerk Fair (2006), dirigée par Nicholas Hytner au Royal National Theatre, Londres
- An Ideal Husband (1996), dirigée par Peter Hall au Haymarket Theatre, Londres

### Broadway
- The Master Builder (1992) - Hilde Wangel
- A Little Hotel On The Side (1992) - Victoire
- The Crucible (1991) - Abigail Williams
- Getting Married (1991) - Leo
- Metamorphosis (1989) - Greta, sa sœur
- Coastal Disturbances (1987) - Holly Dancer
- Ghosts (Henrik Ibsen, 1982) - Regina Engstrand, bonne de Mme Alving